# 500 Fifth Avenue
500 Fifth Avenue ist ein im Art-déco-Stil erbauter Wolkenkratzer in Manhattan, New York City. Der Büroturm ist nach seiner Adresse benannt.

## Beschreibung

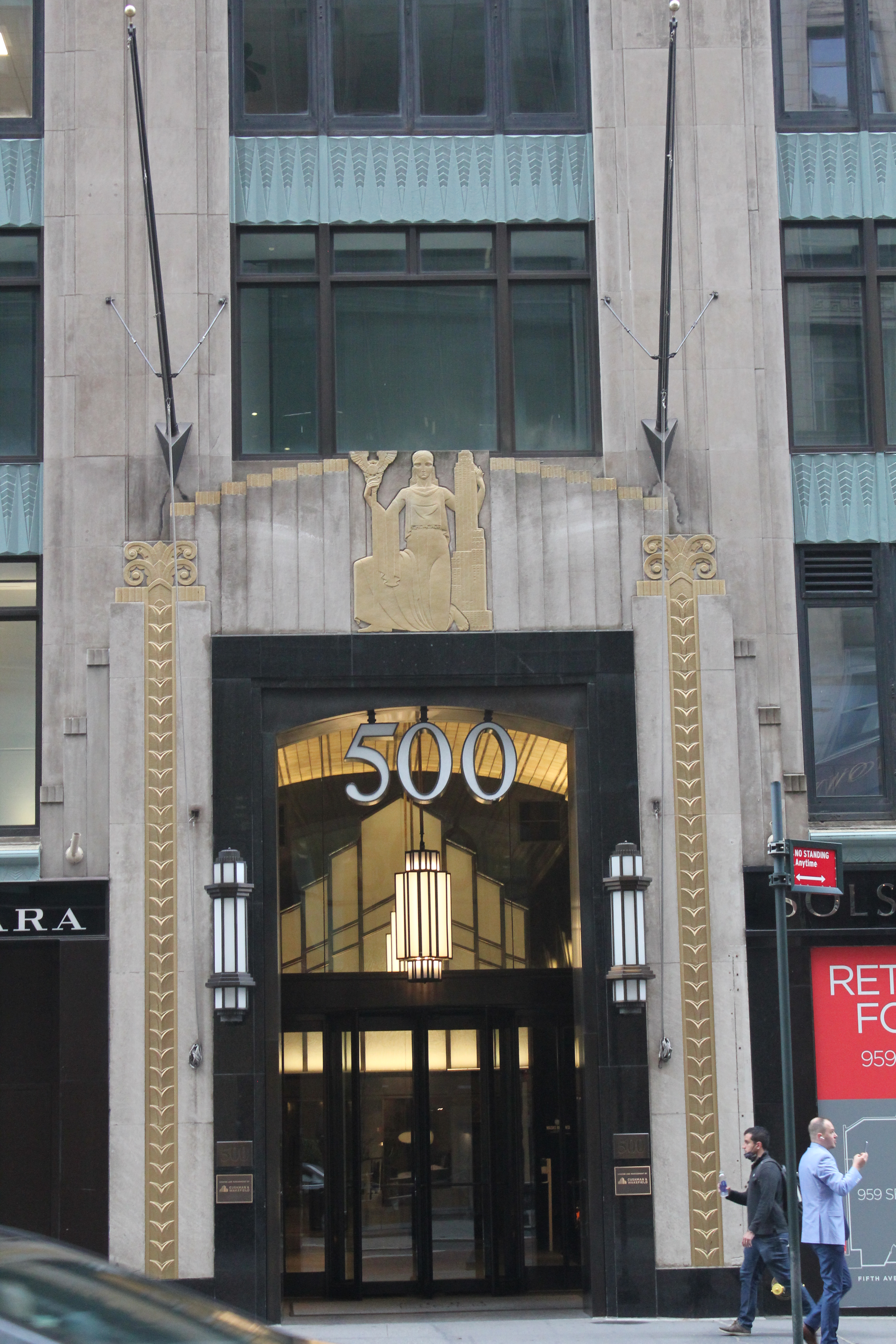
Haupteingang an der Fifth Avenue

Das Gebäude befindet sich an der Nordwestecke der Kreuzung Fifth Avenue und 42nd Street im Herzen von Midtown Manhattan. Es steht direkt gegenüber der New York Public Library und nahe dem Bryant Park. Bis zum Times Square und dem Grand Central Terminal sind es über die 42nd Street nur wenige hundert Meter.
Das Hochhaus wurde vom Architekturbüro Shreve, Lamb and Harmon im Baustil Art déco entworfen und von 1929 bis 1931 errichtet. Bauherr war der Immobilieninvestor Walter J. Salmon Sr. (1871–1953). Zeitgleich wurde das ebenfalls von Shreve, Lamb and Harmon entworfene Empire State Building erbaut, das bis 1972 das höchste Gebäude der Welt war. Die feierliche Eröffnung von 500 Fifth Avenue fand am 3. März 1931 statt. Gemäß der Bebauungsordnung von 1916 hat der 59 Etagen umfassende Büroturm der Grundfläche entsprechend die maximale zulässige Höhe von 212,4 Meter (697 Fuß) und eine Reihe von unregelmäßigen Rücksprüngen an den Seiten zur Fifth Avenue und 42nd Street. Die Fassaden bestehen aus Kalkstein, Terrakotta und polierten Ziegelsteinen und sind mit skalierten Art-déco-Motiven versehen. Mitte der 1990er Jahre wurden die Fassade von 500 Fifth Avenue renoviert, die Ornamente restauriert oder neu angefertigt und Fenster ausgetauscht. Der Wolkenkratzer ist mit Stand Juli 2025 das 87-höchste Gebäude der Stadt.
Das Gebäude wurde am 14. Dezember 2010 von der New York City Landmarks Preservation Commission zum offiziellen Wahrzeichen der Stadt erklärt.